# Mic Jack Production
Mic Jack Production（マイクジャックプロダクション）は、北海道・札幌を根拠地として活動を続ける日本のヒップホップグループである。

## 概要
そのスピリチュアルな世界観から、北海道のアーティストとしてTHA BLUE HERBに次ぐ知名度を誇る。MJPとも呼ばれている。かつてBOSS THE MCがサイドMCをつとめたラッパーズロックの中心人物だったB.I.G.JOEが柱となり、マイクリレーを展開。新たなヒップホップの形態を提示したとして1st Album『Spiritual Bullet』が注目を浴び、その後いくつものシングルやアルバムを発表。インディーズ精神にのっとり、ライヴと口コミのみで今まで数十枚の作品をリリースしてきた。
MSCが属するレーベルLibra RecordsのコンピレーションにもEvis BeatsとKEMUIの合作を発表した。
九州、親不孝通りを代表するグループIll Slang Blow'kerのMCYURAが全国行脚中、Mic Jack Productionと意気投合しすぎてしまいそのまましばらく北海道に居ついてしまった。『7 Seas Voyage』にYURAは参加している。

## メンバー
MC
- B.I.G. JOE
- INI
- LARGE IRON（活動停止後は「ジャイアン」名義で活動）
- JFK a.k.a. JAY-K
- SHUREN the FIRE（脱退）

DJ
- DJ DOGG a.k.a. PERRO
- KEN
- HALT.
- AZ FUNK

## 略歴
Mic Jack Productionのリーダー、B.I.G.JOEは『THE BEST OF JAPANESE HIP HOP』vol.3、vol.4などにも参加。支柱的存在であったB.I.G.JOEだが、2003年から2009年春までの6年間、オーストラリアの刑務所で服役。服役中に製作された彼の1st Albumは、刑務所からの電話を通してラップを収録している。
SHUREN THE FIRE はファーストアルバムリリース後に離脱。
また『ExPerience the ill dance music』から参加しているMC FreezerBell は交通事故で死去。
自主レーベル ILL DANCE MUSIC.はメンバーが主に運営する。
メンバーそれぞれがショップやクラブも運営している。

1999年 活動開始。
1st Album SPIRITUAL BULLET を2001年にリリースした後、北海道の外へプロモーションを開始。同時進行で制作は止まらずリリースを続ける。
ExPerience the ill dance music に収録されている　7 Seas Voyage がアンダーグラウンド ヒットとなり全国からライヴオファーが増え始める。
2nd Album UNIVERSAL TRUTH を2006年にリリース後 初の全国ツアーRord to 2009 を成功させ、その後も精力的に全国各地でライヴやツアーを重ね2009年の B.I.G.JOE 帰国後 地元札幌でグループ10周年と彼の復帰ライヴを開催。その時の様子は THE SUMMIT DVD としてリリースされておりスペースシャワーTVや雑誌のインタビューのコメントも同時に収められている。
2010年にはEP ExPerience the ill dance music2 やメンバーのソロもリリース。
2013年 3rd Album M.I.C リリース。
2014年のライヴツアー。2015年のライヴを最後にグループでの活動は止まりメンバー各自ソロで動いている。
活動の停止と共にレギュラーパーティの Alterna.やビッグイベント BURNING も中止となる。

## ディスコグラフィ

### アルバム
- Spiritual Bullet
- ExPerience the ill dance music
- Universal Truth
- M.I.C
- M.I.C.EP
- ExPerience the ill dance music 2

### シングル（アナログを含む）
- EMOTIONAL MIC
- NATURAL ILLDANCE MUSIC
- SOUL BROTHER
- WELCOME TO THE SILVER WORLD
- JAIL BIRD
- 7seas voyage
- LAST DAY
- SPEED CITY
- COSMOS
- B.B KING
- 防人の唄
- ALT.NATIVE MUSIC
- I Aint Gangsta/DJ BAKU
- VERTIGO

### B.I.G. JOE ソロ
- The Lost Dope
- Midnight Express
- Come Clean
- RIZE AGAIN
- Re: RIZE AGAIN
- Heartbeat

### SHUREN the FIRE ソロ
- My Words Laugh Behind The Mask